# 奥村和子
奥村 和子（おくむら かずこ、1943年 - ）は、日本の詩人。大阪府富田林市在住。1965年、大阪女子大学国文科を卒業し、大阪府立の高校教員を2003年まで38年間務める。1980年頃から詩作を始め、福中都生子に師事。関西詩人協会会員、日本現代詩人会会員、詩人会議会友。  

## 著書
- 『渡来人の里 奥村和子詩集』ポエトリーセンター 1984年8月、日本全国書誌番号：85061797
- 『ソウルの夜は更けない 私の韓国旅行 奥村和子詩集』編集工房ノア 1988年9月、日本全国書誌番号：89051643
- 『食卓の風景 奥村和子詩集』(ポエム・ポシェット No.4) 竹林館、1995年12月、ISBN 978-4-924691-34-6
  - 『食卓の風景 奥村和子詩集』新装改訂版、竹林館、1996年8月、ISBN 978-4-924691-42-1
- 『めぐりあひてみし 源氏物語の女たち 奥村和子詩集』竹林館、2006年12月、ISBN 978-4-86000-114-8
- 『中谷善次 ある明星派歌人の歌と生涯』竹林館、2012年6月、ISBN 978-4-86000-232-9
- 奥村和子・楫野政子 『みはてぬ夢のさめがたく　新資料でたどる石上露子』竹林館、2017年6月11日、ISBN 978-4-86000-362-3
- 『恋して、歌ひて、あらがひて ―わたくし語り石上露子』竹林館、2019年1月11日、ISBN 978-4-86000-398-2
- 絵本『石上露子物語 : 富田林の明星派歌人』絵：宮本直樹、富田林 : 石上露子を語る会、2019年10月、ISBN 978-4-88854-524-2
- 『食卓の風景 新選 : 奥村和子詩集』澪標、2021年9月13日、日本全国書誌番号：23591794